# Muse Bihi Abdi
Muse Bihi Abdi (somali: Muuse Biixi Cabdi)  (Hargeisa, 2 de gener de 1948) és un polític i ex militar somalí, que s'exerceix com a president de Somalilàndia des de 2017.

## Trajectòria
Durant la dècada de 1970, es va exercir com a pilot en la Força Aèria de Somàlia sota l'administració de Mohamed Siad Escombra. El 1985 va desertar i es va unir al Moviment Nacional Somali rebel (SNM) que va ajudar a enderrocar reeixidament a Siad Barre després d'una llarga lluita armada el 1991.
De 1985 a 1988, va participar en la realització d'operacions intensives de guerra de guerrilles dutes a terme pel SNM contra Siad Barre. Fins a 1990, Bihi va exercir com a comandant dels rebels abans d'unir-se a la política i exercir com a ministre de l'interior i seguretat nacional del president Muhammad Haji Ibrahim Egal, el 1992.
E. 2010 va ser nomenat president del Partit Pau, Unitat i Desenvolupament. Al novembre de 2015, va ser seleccionat com a candidat presidencial del partit en la 5a convenció anual del comitè central.
El 21 de novembre de 2017 es va anunciar a Muse Bihi com a guanyador de les eleccions presidencials de 2017. Va assumir el càrrec el 13 de desembre de 2017.